# Шайноха, Карл
Карл (Кароль) Шайноха (пол. Karol Szajnocha, 20 ноября 1818, Комарно — 10 января 1868, Львов) — польский писатель

, историк.

## Биография
Отец его, чех по происхождению (Scheinoha Wtellensky), женился, служа в Галиции в качестве австрийского чиновника, на польке, горячей патриотке, и воспитывал своих детей в польском духе.
Будущий историк ещё в гимназии пытался образовать среди своих товарищей кружок для изучения древностей Галиции. Вскоре после того он был подвергнут тюремному заключению за стихотворение революционно-патриотического содержания. Сырая тёмная тюрьма и дурное содержание расстроили здоровье юноши: он перенёс цингу, ревматизм и начал страдать глазами. Однако испытания эти закалили его волю и образовали его характер. В заключении, продолжавшемся более полутора лет, он изучил французский и английский языки.
Ему как политическому преступнику дорога в высшие учебные заведения была закрыта; он принуждён был идти путём самообразования, зарабатывая скудные средства к существованию частными уроками и статьями в львовских журналах. Он начал свою литературную деятельность со стихотворений, повестей и драматических произведений, обративших на себя внимание критики, но вскоре убедился, что призвание его — история. Первый опыт его на этом поприще обнаружил в нём блестящий талант историка.
Шайноха первый ввёл в польскую литературу особую форму исторического повествования — небольшой художественный рассказ (essai, essay, szkic), созданный знаменитыми западными историками (Тьерри, Маколеем и др.). Такой характер носят и большие труды Шайнохи: «Jadwiga i Jagiello» (1846), «Dwa lata dzièjów naszych» (1848). Историк прекрасно воссоздает образы исторических деятелей, с замечательным пониманием духа изображаемой эпохи развёртывает перед нами картины прошлой жизни.
Как писал в своей работе историк Иван Лаппо, Шайноха нарисовал польскую культурную миссию на восточных пределах Польши:

Польские этнографы ввели малороссов и белоруссов в область своей родной этнографии, как ветви польской нации… Русское население земель старой Речи Посполитой представляет собою совсем другой народ, чем «москали», и Россия не может быть их национальным государством, — вот что показать и доказать имело своею задачею все указанное сейчас нами. Пусть даже не будет признано этнографическое родство малороссов с поляками. Достаточно, если утвердится мысль, что Россия не является национальным государством для Малороссии. Свои права на последнюю польская националистическая идея сможет обосновать в таком случае исторически, приобщением к польской культуре её, так сказать, «второразрядного» народа, некультурных дикарей, миссией Польши призванных к европейской культуре.
— И. И. Лаппо. Происхождение украинской идеологии Новейшего времени (1926)
Сочинения Шайнохи не свободны от фактических погрешностей и, ввиду новых исторических исследований, уже несколько устарели, но как общее изображение эпохи сохраняют громадную ценность и теперь. Работа над рукописными материалами всё более и более притупляла зрение историка: в 1858 году он ослеп, но всё-таки продолжал работать, пользуясь помощью своей жены и чтецов. Он был редактором львовского еженедельника «Dziennik Literacki» («Литературный дневник»).
Сын — Владислав Шайноха (1857—1928), известный польский геолог, палеонтолог.

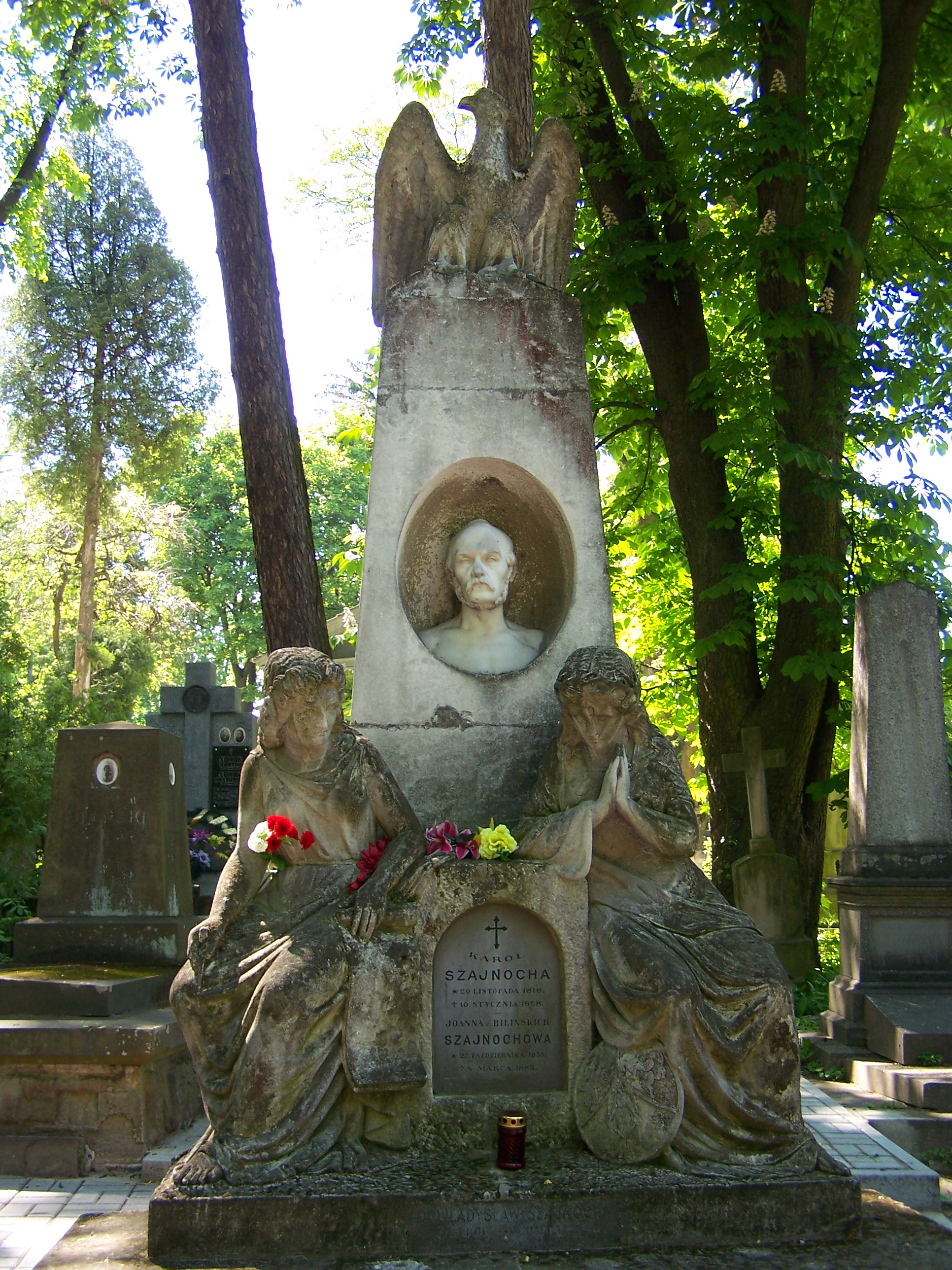
Памятник на могиле семьи Шайноха: Кароля, его жены и сына Владислава

## Шайноха в русских переводах
- Славяне в Андалузии / Соч. К. Шайнохи; Пер. с пол. Б. П. Шостаковича. — М.: О-во истории и древностей рос. при Моск. ун-те, 1874. — [43 с.; 28 см.
- Ядвига и Ягайло / Соч. Карла Шайнохи; Т. 1-2. — СПб.—М.: М. О. Вольф, 1880—1882. — 22 см. — Библиогр. в примеч.
  - Т. 1. / Пер. со 2-го пол. изд. В. Кеневич. — 1880. — VIII, 711 с.
  - Т. 2 / Пер. со 2-го польск. изд. В. В. Чуйко. — 1882. — VIII, 685 с.
- Домна-Розанда. Историческая монография Шайнохи. // журнал «Русская Мысль», № 6, 1881.
- Век Казимириа Великого. Исторический очерк. Перевод Вукола Лаврова[5]. // журнал «Русская Мысль», № 9, 1884.
- Барбара Радзивилл. Исторический очерк. Перевод Вукола Лаврова[5]. // журнал «Русская Мысль», № 10, 1884.